# Di chỉ khảo cổ Kow Swamp
Di chỉ khảo cổ Kow Swamp bao gồm một loạt các ngôi mộ Pleistocen muộn trong vòng cung của rìa phía đông của một hồ cổ, được gọi là Đầm lầy Kow, nay được dùng làm hồ chứa nước ngọt. Di chỉ nằm 10 km về phía đông nam Cohuna, ở trung tâm thung lũng Murray, miền bắc Victoria, Australia, tại .
Từ Kow xuất phát từ "Ghow" trong tiếng Yorta Yorta của bộ tộc bản địa, để chỉ tầng đất thạch cao ở vùng hồ.
Di chỉ được Alan Thorne khai quật khảo cổ vào giữa năm 1968 và 1972, đã phát hiện di cốt của hơn 22 cá thể.

## Phát hiện

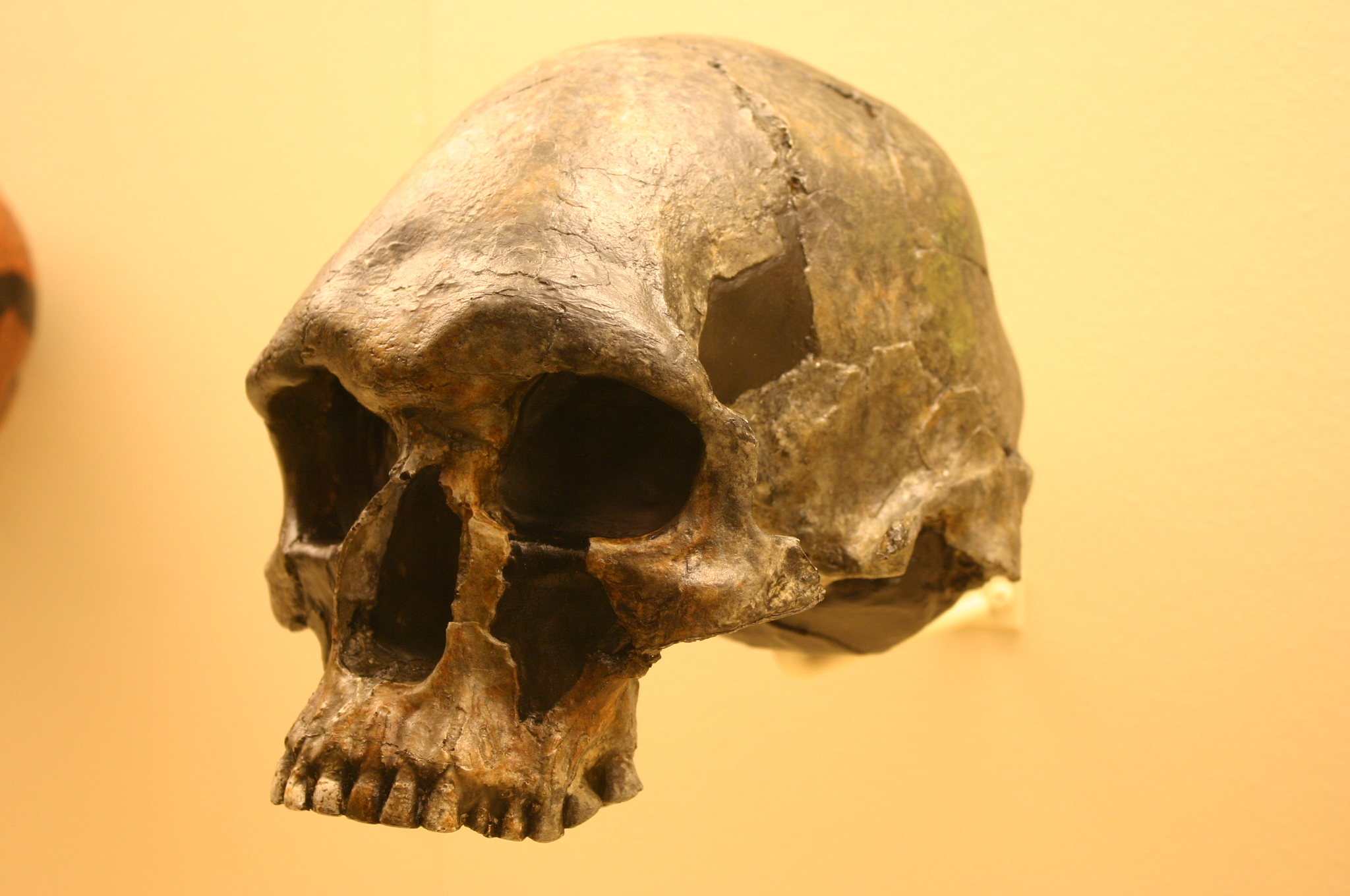
Bản đúc Kow Swamp 1

Có bằng chứng về sự chiếm lĩnh của thổ dân hiện đại ở khu vực này, thể hiện ở xuồng độc mộc và phân, cũng như ghi chép về nghi lễ của thổ dân ở phía bắc của đầm lầy.
Các bằng chứng đáng chú ý nhất được phát hiện vào năm 1925, một nhà thầu đào đất địa phương bắt gặp các sọ Cohuna ở phía tây của vùng đầm lầy. Biên tập viên của tờ báo địa phương Cohuna Farmers Weekly thông báo cơ quan chức năng và tầm quan trọng của việc khám phá đã được thể hiện. Trong những năm 1960, Alan Thorne cũng xác định xương cổ xưa từ các bộ sưu tập tại Bảo tàng Victoria, và truy tìm đến những điểm tìm thấy chúng tại Kow Swamp.
Khai quật khảo cổ được Alan Thorne từ Đại học Quốc gia Australia ở Canberra tiến hành từ năm 1968 và 1972. Các di cốt khác được một cư dân địa phương quan tâm là Gordon Spark tìm thấy xung quanh vùng đầm lầy. Đến năm 1972 di cốt của ít nhất bốn mươi cá nhân đã được khai quật và nghiên cứu. Những phát hiện này giúp thiết lập sự đa dạng về lịch sử di truyền của thổ dân và được giải thích như là đại diện cho các làn sóng khác nhau của những người nhập cư đến Australia trước khi người châu Âu phát hiện.

## Định tuổi và Mô tả
Kết quả định tuổi bằng đồng vị C-14 cho ra 13 ± 0,28 Ka (ANU1236) từ vỏ trong ngôi mộ của mẫu KS5, và 10,07 ± 0,25 Ka (ANU-403B) từ apatit xương của mẫu KS10 tương ứng. Tuổi trẻ nhất là khoảng 6,5 Ka BP (Kilo annum before present, ngàn năm trước) cho mẫu KS1.
Định tuổi theo phương pháp phát sáng kích thích quang học (OSL, Optically stimulated luminescence) đã được thực hiện năm 2003 tại chỗ khai quật gần KS9 ở nghĩa trang Kow Swamp, cho thấy nghĩa trang đã được sử dụng vào giữa 22 và 19 Ka, chứ không phải là 15-9 Ka. Một số nghi vấn về định tuổi OSL do sự khó khăn của việc đảm bảo rằng cát dùng trong định tuổi có phải là cùng thời với các ngôi mộ thực tế hay không. Mặt khác, những định tuổi OSL từ các vật chôn mâu thuẫn trực tiếp với định tuổi bằng đồng vị C-14, thường là cho kết quả tuổi tối thiểu do ảnh hưởng của sự ô nhiễm bởi carbon trẻ gây ra (do CO2 tan trong nước ngầm ngấm vào).
Các mô tả ban đầu của các sọ từ Kow Swamp xác định "vãy trán lùi, vùng trên ổ mắt lớn và một hố giữa trán...", được coi là "một dạng erectus phương đông hầu như không biến đổi", biểu thị "... phức hợp các đặc điểm cổ xưa không thấy trong sọ của thổ dân gần đây...". Các đặc điểm này được coi là chỉ ra "sự tồn tại của Homo erectus ở Úc cho đến gần đây nhất là 10 Ka BP". Tuy nhiên, Donald Brothwell phản bác giải thích này và cho rằng kích thước và hình dạng di vật tại Kow Swamp đã bị ảnh hưởng bởi biến dạng sọ nhân tạo, đặc biệt là ở mẫu Kow Swamp 5.
Các so sánh hình thái và kích thước biến đổi của di vật cho thấy chúng khác biệt với hộp sọ thổ dân hiện đại, và cũng khác với một nhóm mỏng manh hơn các di vật Pleistocen tìm thấy ở hồ Mungo và Keilor. Những khác biệt này đã được sử dụng để xác định rằng các nhóm khác nhau của con người đã đến đây riêng biệt. Tuy nhiên, so sánh gần đây hơn không hỗ trợ "mô hình dân số Pleistocen kép" của Alan Thorne đưa ra.

## Hồi hương
Sau một chiến dịch của các cộng đồng thổ dân về hồi hương hài cốt của con người từ các bộ sưu tập bảo tàng Úc và nước ngoài, các bộ xương Kow Swamp được trả lại cho khu vực và tái táng. Bản đúc của một số hộp sọ Kow Swamp và hàm dưới được giữ ở các khoa Khảo cổ học và Khoa học Nhân văn tại Đại học Quốc gia Australia, với một số bản đúc (bao gồm cả của KS1 và KS5) được gửi đến Bảo tàng Lịch sử Tự nhiên London và các tổ chức khác.
Mặc dù đã cố gắng phục chế nhưng các di cốt Kow Swamp vô cùng rời rạc, nên chỉ hai trong số những hộp sọ là KS1 và KS5, là tương đối đầy đủ.

## Chỉ dẫn
1. ↑  Alan Gordon Thorne (1/03/1939 – 21/05/2012) là một học giả người Úc đã tham gia rộng rãi với các sự kiện nhân học khác nhau và là người đi đầu về việc giải thích nguồn gốc thổ dân Úc và hệ gen của con người. Thorne trở thành giảng viên  tại Đại học Sydney và sau đó là giáo sư tại Đại học Quốc gia Úc (ANU), nơi ông dạy môn sinh học và giải phẫu học con người. Ông là người ủng hộ thuyết nguồn gốc đa vùng của người hiện đại. Qua thời gian, trải qua nhiều cuộc khai quật như hồ Mungo và Kow Swamp, Thorne thừa nhận dữ liệu thực tế đáng kể đã mâu thuẫn với lý thuyết truyền thống vốn được chấp nhận về sự phát tán của con người thời tiền sử.

## Sách tham khảo
- Brothwell, D. 1975. Possible evidence of a cultural practise affecting head growth in some late Pleistocene East Asian and Australasian populations. Journal of Archaeological Science 2:75-77.
- Brown, P. 1981. Artificial cranial deformation: a component in the variation in Pleistocene Australian Aboriginal crania. Archaeology in Oceania 16:156-167.
- Brown, P. 1987. Pleistocene homogeneity and Holocene size reduction: the Australian human skeletal evidence. Archaeology in Oceania 22:41-71.
- Brown, P. 1989. Coobool Creek: A morphological and metrical analysis of the crania, mandibles and dentitions of a prehistoric Australian human population. Terra Australis 13. Department of Prehistory, Australian National University, Canberra.
- Brown, P. 1995. Still flawed: a reply to Pardoe (1994) and Sim and Thorne (1994). Australian Archaeology 41:26-29.
- Pardoe, C. 1991. Competing paradigms and ancient human remains: the state of the discipline. Archaeology in Oceania 26:79-85.
- Pardoe, C. (2010). "Global human variation: polarised positions and alternative perspectives". Before Farming. Quyển 2010 số 3. tr. 1–21.
- Pietrusewsky, M. 1979. Craniometric variation in Pleistocene Australian and more recent Australian and New Guinean populations studied by multivariate procedures. Occasional papers in human biology 2:83-123.
- Stone T, and Cupper ML (2003) Last Glacial Maximum ages for robust humans at Kow Swamp, southern Australia. Journal of Human Evolution 45:1-13.
- Thorne, A. G. 1975. Kow Swamp and Lake Mungo. Unpublished Ph.D. thesis, University of Sydney.
- Thorne, A. G. 1976. Morphological contrasts in Pleistocene Australians. In R. L. Kirk and A. G. Thorne (eds.), The Origin of the Australians, pp. 95–112. Australian * Institute of Aboriginal Studies, Canberra.
- Thorne, A. G. 1977. Separation or reconciliation? Biological clues to the development of Australian. In J. Allen, J. Golson and R. Jones (eds.), Sunda and Sahul, pp. 187–204. Academic Press, London.
- Thorne, A. G. and Macumber, P. G. 1972. Discoveries of Late Pleistocene man at Kow Swamp. Nature 238:316-319.
- Thorne, A. G. and Wilson, S. R. 1977. Pleistocene and recent Australians: a multivariate comparison. Journal of Human Evolution 6:393-402.